# ティハニ・ラヨシュ
ティハニ・ラヨシュ（Tihanyi Lajos、1885年10月29日 - 1938年6月11日）は、ハンガリーの画家である。

## 略歴
ブダペストでユダヤ人の家族に生まれた。父親はブダペストのカフェのオーナーだった。11歳で髄膜炎のために聴力を失い、発声にも障害が現れた。ポール・ベルタラン(Pór Bertalan :1880-1964)からはじめ個人授業を受けた後、ほぼ独学で絵を描くようになった。1906年から1910年の間はハンガリーの芸術家村だったナジバーニャ(Nagybánya:現バヤ・マレ)の夏季学校に参加し、印象派のスタイルの画家たちと活動した。パリに4か月滞在し、ポール・ゴーギャンやアンリ・マチス、ポール・セザンヌの作品から影響を受けた。1909年に、美術家グループ「MIÉNK」（Magyar Impresszionisták és Naturalisták Köre:ハンガリー印象主義・自然主義サークル）の展覧会に初めて作品を出展した。
ティハニはベレーニ(Berény Róbert: 1887-1953)やツィガーニ・デジェー(Czigány Dezső: 1883-1937)らの若い前衛画家たち、8人の美術家で1907年に「 Nyolcak(英語訳:the Eight)」というグループを作った。このグループの中ではティハニはベレーニについで、前衛的な作品を描いたとされる。
様々な芸術家グループと交流し、第一次世界大戦が終わると、ハンガリー人民共和国としての独立を支持するグループの雑誌「Ma」で活動するが、人民共和国が瓦解すると、国外に亡命しなければならなくなった。1924年までは多くのハンガリー人移民がいたベルリンに滞在したが、1924年にパリに移り、その後はパリで活動した。
パリでは、国際的な芸術家の中で活動し評価されるようになった。構成主義や表現主義のスタイルでの人物画を描き、さらに作品は抽象的なものになっていった。テオ・ファン・ドゥースブルフやオーギュスト・エルバン、ジャン・エリオンらが創立したグループ、「アブストラクション・クレアシオン（fr:Abstraction-Création:抽象＝創造）」のメンバーとしても活動した。
パリで没した。

## 作品

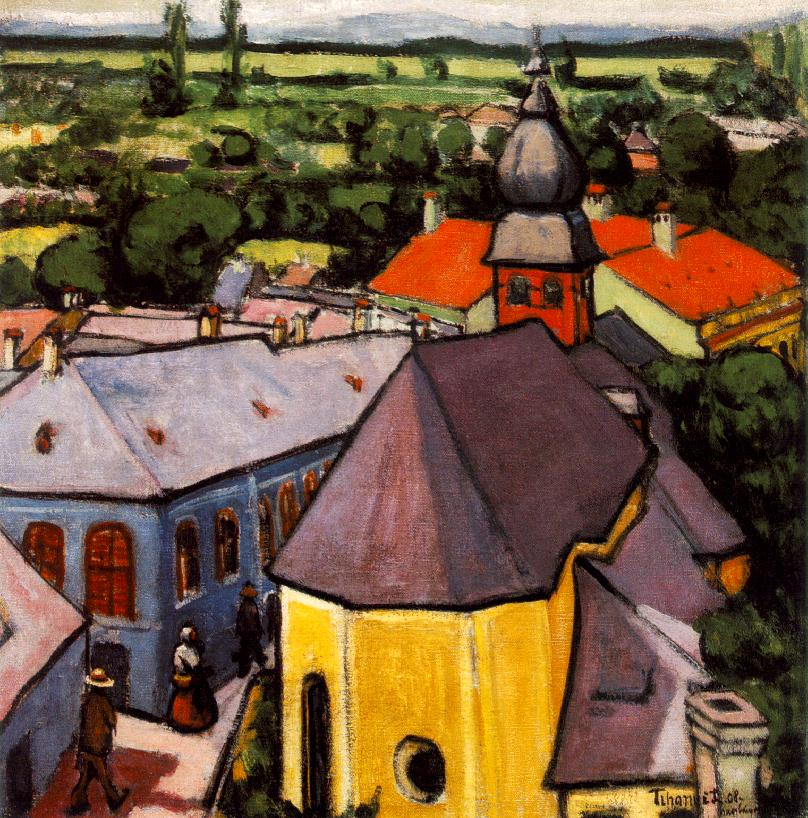
ナジバーニャの風景 (1908)
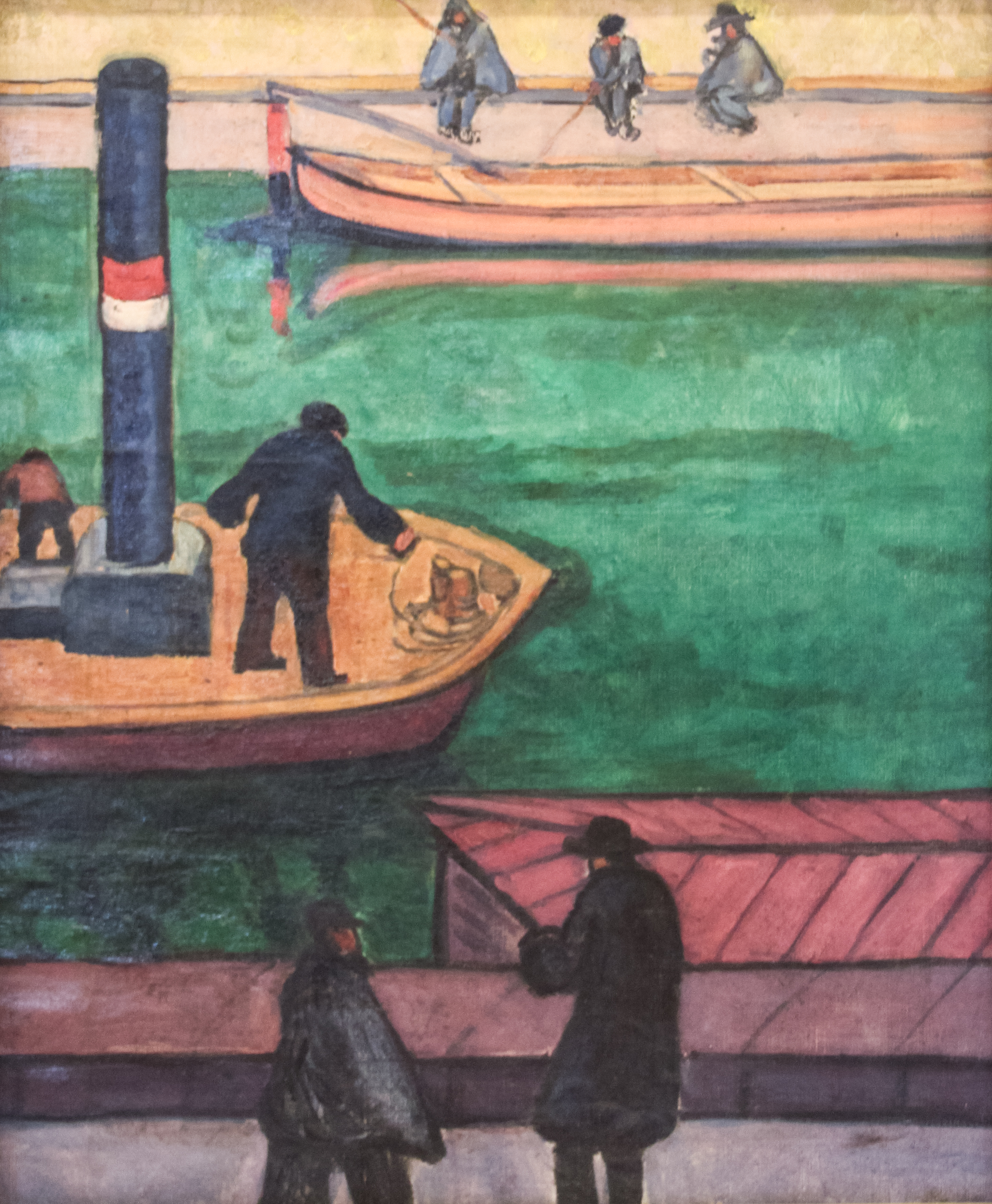
Boaters (1909)
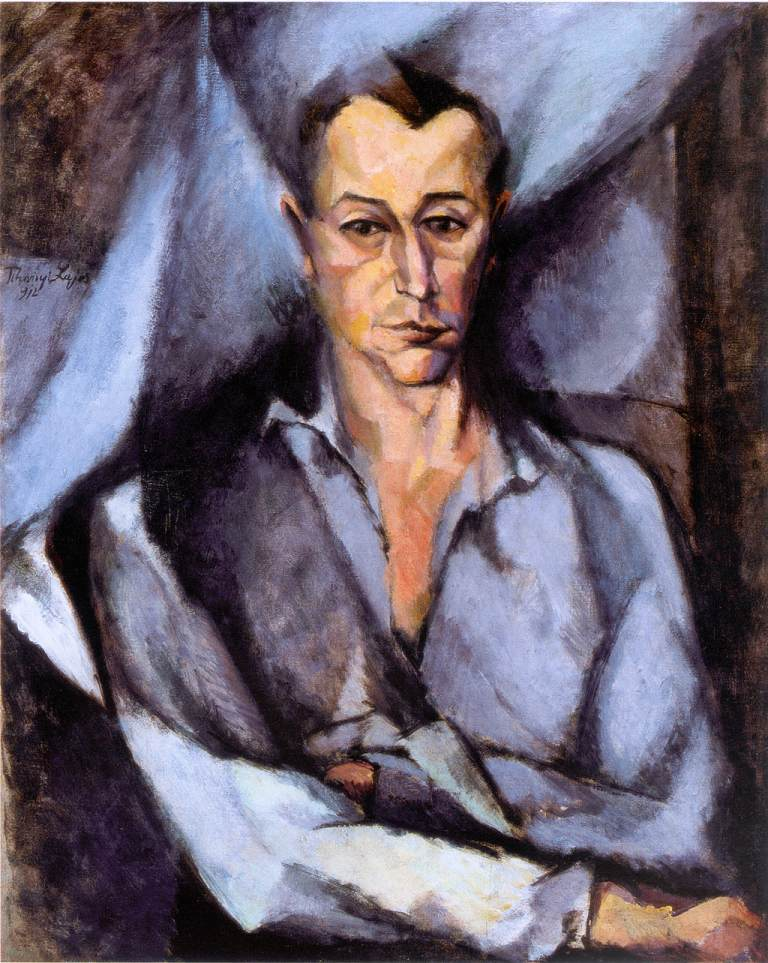
György Bölöni-作家(1912)
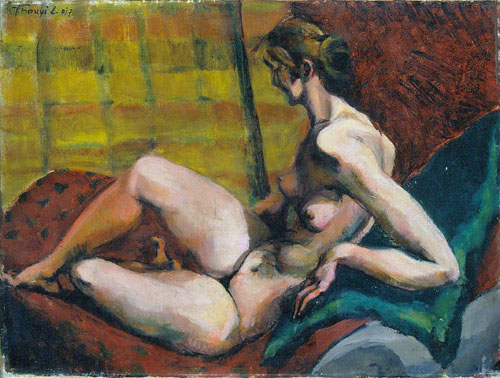
ヌード(1917)
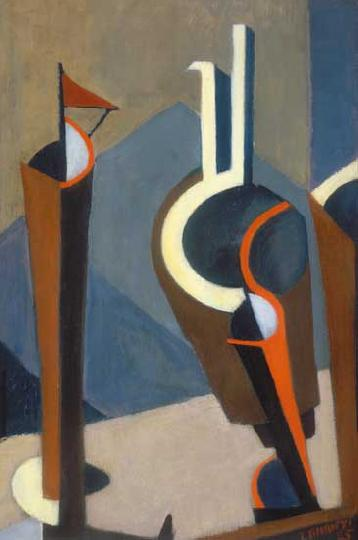
composition (1925)
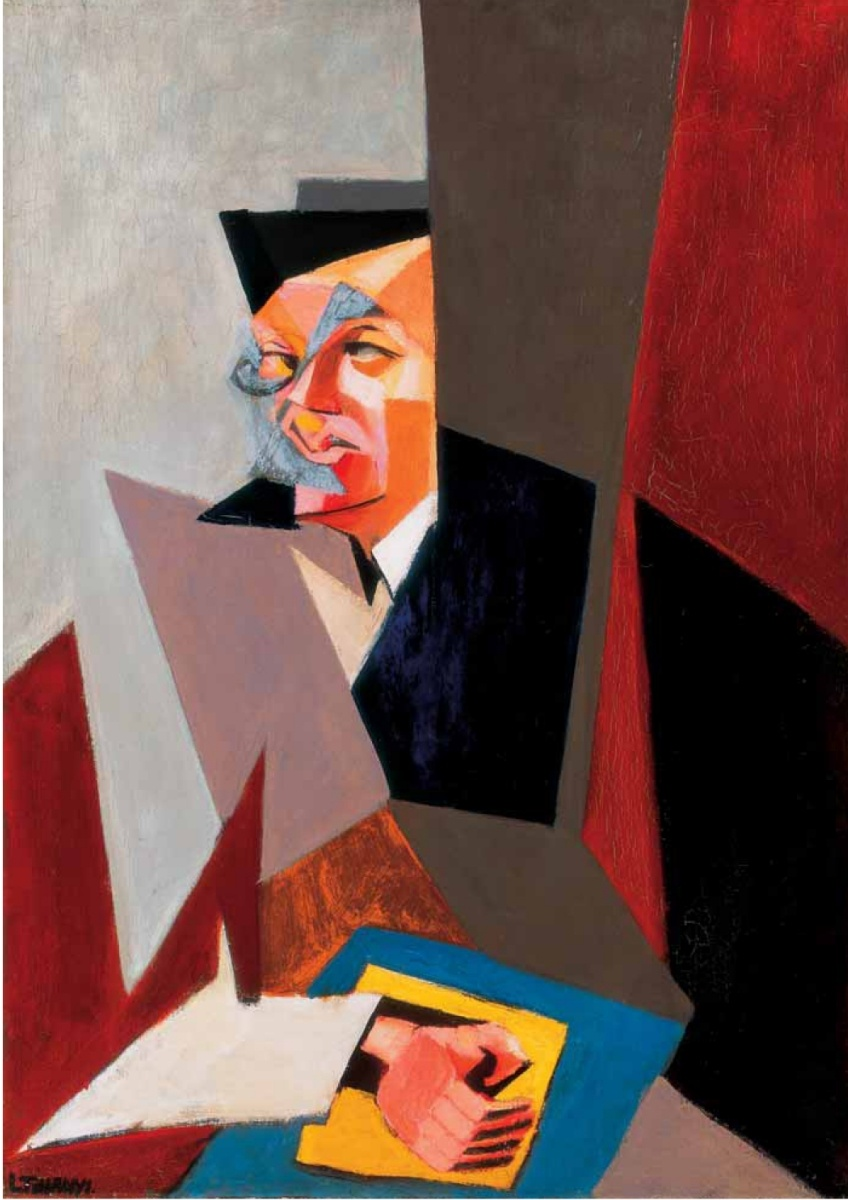
Portrait of Tristan Tzara(1927)
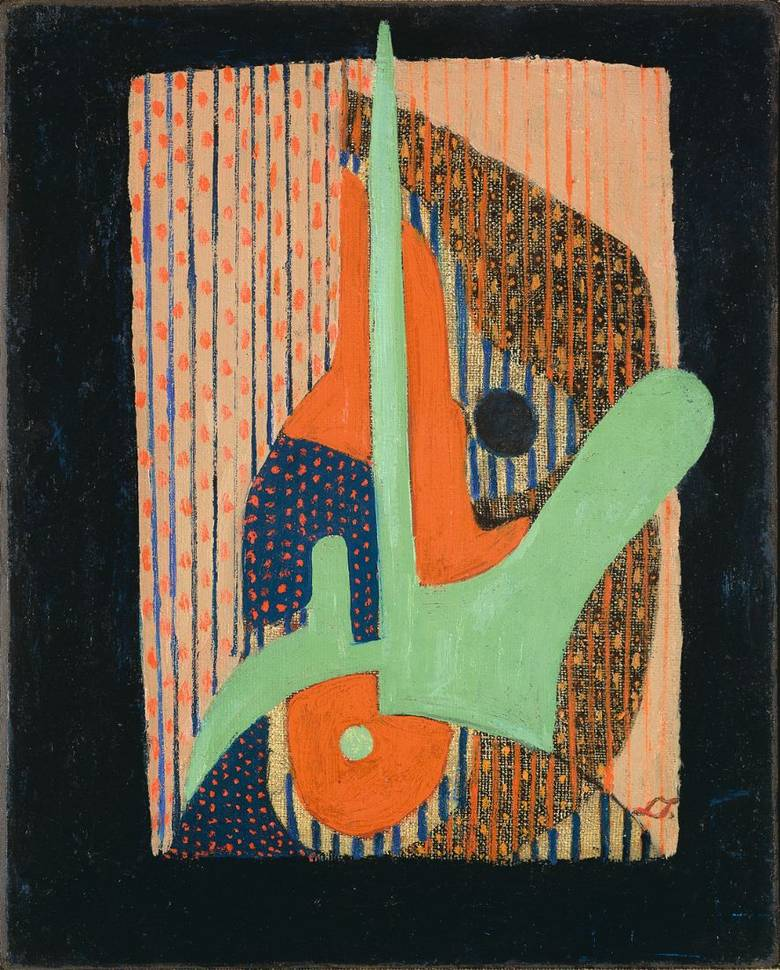
無題(1933)
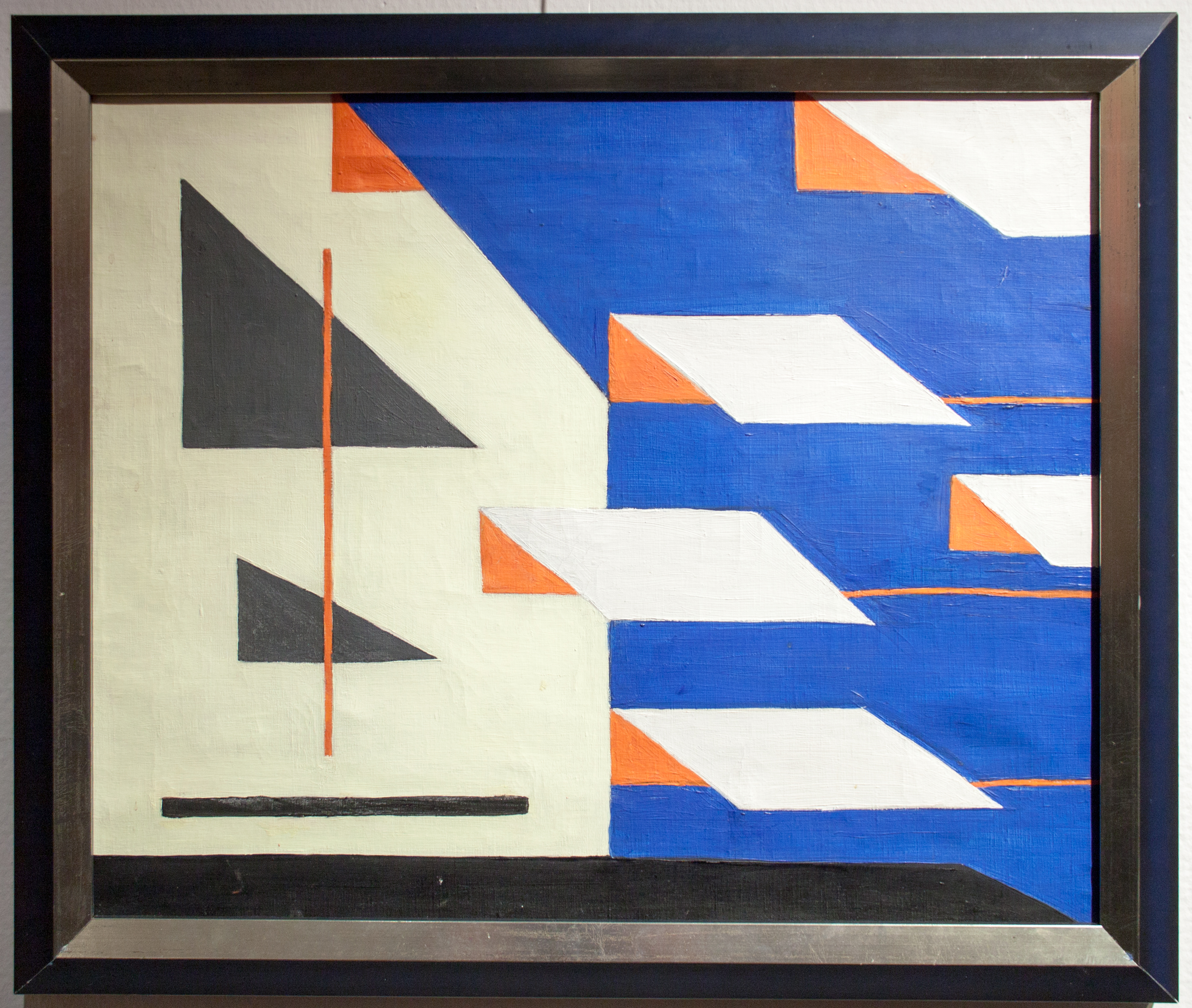
Blue-yellow composition (1934)